# Бидар, Франсуа
Франсуа Бидар (фр. François Bidard; род. 19 марта 1992, Лонле-л'Аббе,департамент Орн,  Нормандия,  Франция) — французский профессиональный шоссейный велогонщик, выступающий с 2014 года за команду «AG2R Citroën».

## Достижения
2013
1-й Nandax (Rhone-Alpes)
3-й Tour de la Dordogne
2-й Tour d'Auvergne
2014
2-й Tour du Jura
1-й Tour de la CABA 
1-й на этапе 2
1-й Grand Prix D´Annecy
2015
2-й Circuit de Saône-et-Loire
2-й Tour du Piémont Pyrénéen
2018
5-й Круги Сарты
2019
9-й Трофео Лайгуэлья

### Гранд-туры
| Гонка           | 2016 | 2017 | 2018 | 2019 | 2020 |
| --------------- | ---- | ---- | ---- | ---- | ---- |
| Джиро д'Италия  | —    | 39   | 37   | 30   | 39   |
| Тур де Франс    | —    | —    | —    | —    | —    |
| Вуэльта Испании | 94   | —    | —    | 24   | —    |